# Bruce Chatwin
Charles Bruce Chatwin (Sheffield, 1940. május 13. – Nizza, 1989. január 18.) angol regényíró, több útleírás szerzője. On the Black Hill (1982) című regényével elnyerte a James Tait Black Memorial Prize-t. A biszexualitása ellenére házasságban élő Chatwin volt az első olyan híres személyiség Angliában, aki megkapta a HIV-fertőzést, és AIDS-ben halt meg, jóllehet betegségének tényét mindvégig tagadta.

## Gyermekévek
Bruce Chatwin 1940-ben született az angliai Sheffieldben. Kezdetben nagyszülei házában élt a közeli Dronfieldben. Anyja, Margharita (Turnell) ugyanis hazaköltözött a szüleihez, míg Chatwin édesapja, a haditengerészetnél tartalékosként szolgáló Charles Chatwin távol volt.
Miután apja hazatért, ügyvédként kezdett tevékenykedni, így Birmingham külvárosában, West Heath-ben telepedett le a család. Chatwin a Marlborough College-ben folytatott tanulmányokat.

## Művészet és archeológia
Miután 1958-ban elhagyta Marlborought, Londonba költözött, és a Sotheby's szépművészeti egységénél helyezkedett el portásként. Éles eszének és kiváló megfigyelőképességének köszönhetően hamarosan az aukciós ház impresszionista szakértőjévé vált. Nem sokkal később ő lett a vállalat igazgatója.
1964 végén szemproblémák gyötörték. Úgy vélte, hogy azért lát rosszul, mert munkájából fakadóan túl közelről, és sokáig kell vizsgálnia az alkotásokat. Orvoshoz fordult, aki rejtett kancsalságot állapított meg nála, és azt javasolta neki, hogy vegyen ki féléves szabadságot. Mivel az orvos épp egy addisz-abebai klinika megnyitásán dolgozott, Kelet-Afrikát ajánlotta Chatwin figyelmébe. Így aztán Chatwin 1965 februárjában, Szudánba utazott. Hazatérése után hamar kiábrándult a művészet világából, és figyelme inkább a régészet felé fordult. 1966 nyarán végleg felmondott a Sotheby’s-nél.
Chatwin 1966 októberében beiratkozott az edinburghi egyetem régész szakára. Hiába nyerte el a legjobb első éves dolgozatnak járó Wardrop-díjat, nem tetszett neki igazán az egyetemi archeológiai képzés merev felfogása. Két év után fokozat nélkül hagyta el az egyetemet.

## Írói pályája
1972-ben Chatwin a Sunday Timesnál helyezkedett el, művészeti és építészeti tanácsadóként. A lapnál folytatott tevékenysége nyomán sokat fejlődött az íráskészsége. Az újság megbízásából sokfelé utazott a világban, és olyan témákkal foglalkozott, mint az algériai bevándorló munkások élete vagy épp a kínai nagy fal, és a legkülönfélébb személyiségekkel készített interjút.
1972-ben, amikor a 93 éves építésszel és tervezővel, Eileen Gray-jel készített interjút annak párizsi szalonjában, felfigyelt egy térképre, melyet Gray festett, és a dél-amerikai Patagóniát ábrázolta. „Mindig is el akartam utazni oda!” – kiáltott fel Chatwin. „Akárcsak én” – felelt Gray. „Menjen oda helyettem!” – javasolta Chatwinnek. Két évvel később, 1974 novemberében Chatwin a perui Limába repült, onnan pedig Patagóniába utazott. Amikor megérkezett, táviratban értesítette az újságot felmondásáról: „Hat hónapra Patagóniába mentem, stop.” Fél évet töltött el itt, és utazásainak eredményeképpen megszületett első regénye, az In Patagonia (Patagóniában, 1977), mely megalapozta útleírásokkal foglalkozó írói hírnevét. Később a térségben élők cáfolták, hogy a Chatwin által ábrázolt események a leírtak szerint történtek volna meg. Itt keveredett első ízben a valóság és a fikció, és ez szerkesztési módszer a későbbiekben is jellemző maradt Chatwinre.
Az első könyvet még számos alkotás követte, például a rabszolga-kereskedelemről szóló The Viceroy of Ouidah, (Az ouidahi alkirály) amelyhez a nyugat-afrikai Beninben tett kirándulása alatt gyűjtött anyagot. Leghíresebb műve, a valóságot és a fikciót elegyítő Álomösvény (eredeti címe: The Songlines, 1987) megírása előtt Chatwin Ausztráliába utazott, ahol azt tanulmányozta, hogy az ausztrál őslakosok dalai – melyek ösvényként (álomösvény) hálózzák be a kontinenst – hogyan szolgálnak egyszerre eredetmítoszként, térképként, és mesélnek az egyén személyes történetéről. Az itt megfigyelteket saját utazásai során gyűjtött élményeivel és az ember nomád múltjáról alkotott elméletével is összekapcsolta az Álomösvényben.
On the Black Hill (A fekete hegyen, 1982) című műve, mellyel elnyerte a neves James Tait Black Memorial Prize-t, sokkal közelebb játszódik otthonához. Ebben a walesi határvidéken, a huszadik század történései közepette is elszigetelten élő ikerpár sajátos viszonyával foglalkozik. Az Utz (Utz, 1988) arról a megszállottságról szól, amely arra indítja az embert, hogy gyűjtsön valamit. A Prágában játszódó regény Kaspar Utz életét mutatja be, akinek szenvedélye a meisseni porcelán. Chatwin 1989-ben bekövetkező haláláig még számtalan új regényötletet dédelgetett, ilyen volt például az ideiglenes címet viselő, kontinenseken átívelő Lydia Livingstone is.

## Stílus és hatás
Chatwint elsősorban szikár, pontos, tömör stílusa, és veleszületett elbeszélő képessége miatt tartják nagyra. Mindamellett többször felrótták neki, hogy fikcióval vegyítve tálal valós személyekhez, helyekhez és eseményekhez kötődő anekdotákat. Hovatovább az emberek, akik írásaiban magukra ismertek, nem mindig voltak elragadtatva a regényes formába öntött tálalástól. Chatwin maga is elismerte, hogy olykor egybesző valóságot és kitalációt, de mindig azzal érvelt, hogy ez számára megkerülhetetlen filozófiai dilemma, és soha nem törekedett valósághű ábrázolásra. Amint arra életrajzírója, Nicholas Shakespeare rámutatott: „Chatwin nem a féligazságot meséli el: hanem az igazságot, plusz még egy felet.”

## Művei
- In Patagonia (1977)
- The Viceroy of Ouidah (1980)
- On the Black Hill (1982)
- The Songlines (1987)
- Utz (1988)
- What Am I Doing Here? (1989)
- Photographs and Notebooks (1993)
- Anatomy of Restlessness (1997)
- Winding Paths (1998)

## Magyarul
- Álomösvény. Kalandozások Ausztráliában; ford. Balanyi Bibiána; Balanyi Bt., Bp., 2010

## Fordítás
- Ez a szócikk részben vagy egészben  a   Bruce Chatwin című angol Wikipédia-szócikk ezen változatának fordításán alapul.  Az eredeti cikk szerkesztőit annak laptörténete sorolja fel. Ez a jelzés csupán a megfogalmazás eredetét és a szerzői jogokat jelzi, nem szolgál a cikkben szereplő információk forrásmegjelöléseként.